# Еквалайзер

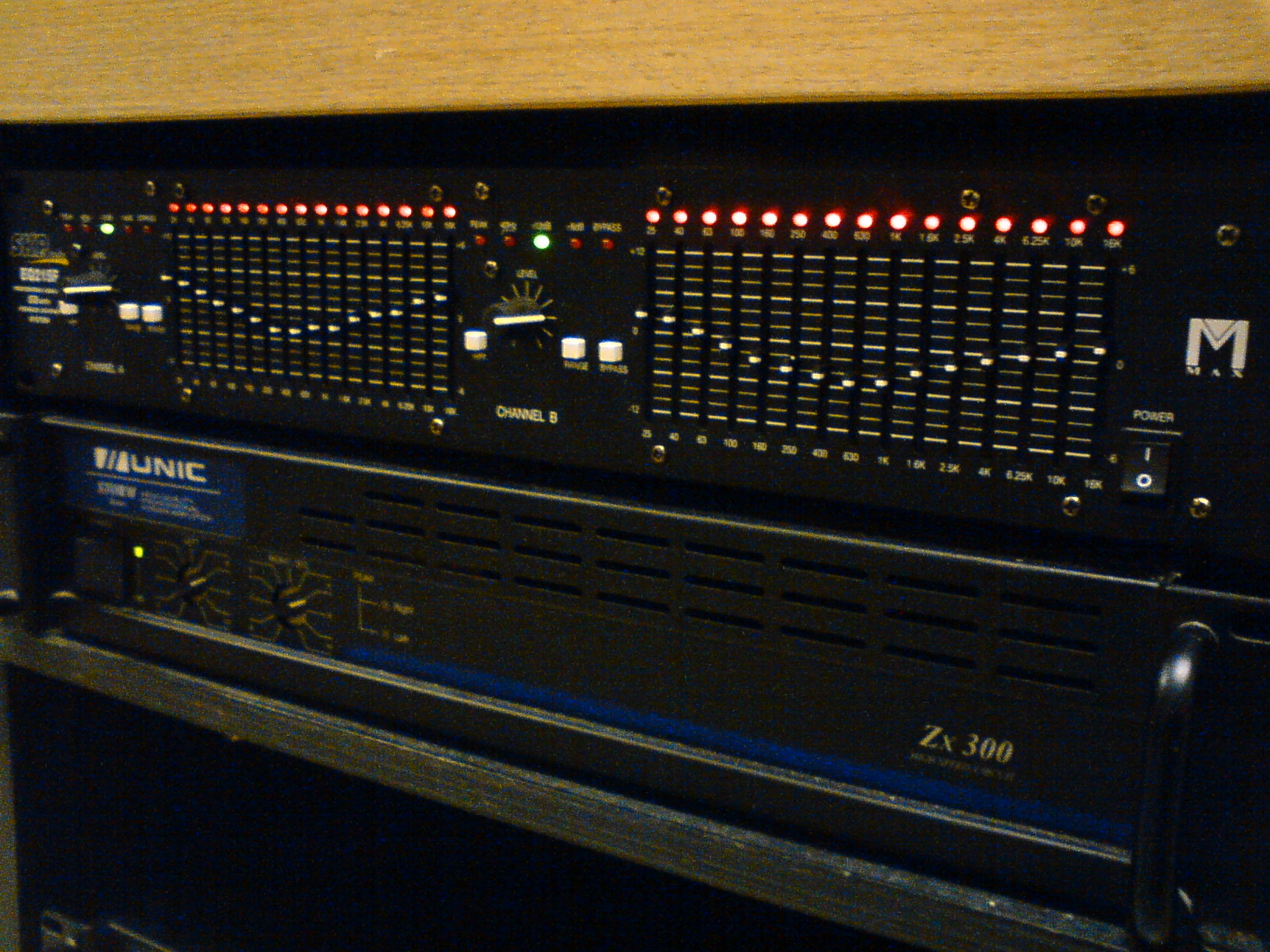
Графічний еквалайзер

Еквала́йзер (англ. Equalizer, EQ) — пристрій, що поєднує в собі декілька фільтрів, призначених для корекції спектральних властивостей (тембру) акустичного сигналу. Початково еквалайзер виконував функції пристрою, що компенсує нерівномірність тієї чи іншої ділянки тракту підсилення і перетворення звукового сигналу. Звідси і назва (дослівно з англійської — «вирівнювач»).
Розрізняють два типи еквалайзерів:
- Графічний
- Параметричний

Графічний Еквалайзер — набір смугових фільтрів з фіксованими центральними частотами зрізу та змінним коефіцієнтом підсилення, яким можна керувати за допомогою повзунка. При цьому розташування повзунків нагадує амплітудно-частотну характеристику еквалайзера, звідки і назва. Кількість таких повзунків може коливатись від 3 до 31.
Частоти, на яких здійснюється регулювання перекривають весь звуковий діапазон та віддалені на певний однаковий інтервал. Частіше цей інтервал складає октаву, половину, або третину октави. Останні мають найгнучкіші можливості.

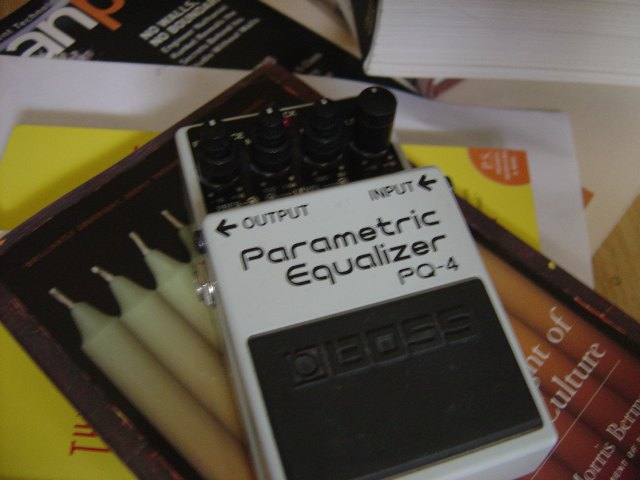
Параметричний еквалайзер

Параметричний Еквалайзер. На відміну від графічного, параметричний еквалайзер дозволяє керувати не тільки коефіцієнтом підсилення фільтру, але і його центральною частотою, а також шириною пропускання (bandwidth). Цей тип еквалайзера дозволяє вирізати перешкоди (напр. фон 50 Гц), або підсилити звучання того чи іншого інструменту з мінімальним впливом на інші елементи звукового образу.